# Chasmologie
De chasmologie of gaapkunde is een medische en psychologische discipline of hulpwetenschap die zich bezighoudt met gapen. De term werd door de onderzoeker Wolter Seuntjens geïntroduceerd in zijn in 2004 verdedigde proefschrift "On Yawning, or The Hidden Sexuality of the Human Yawn".

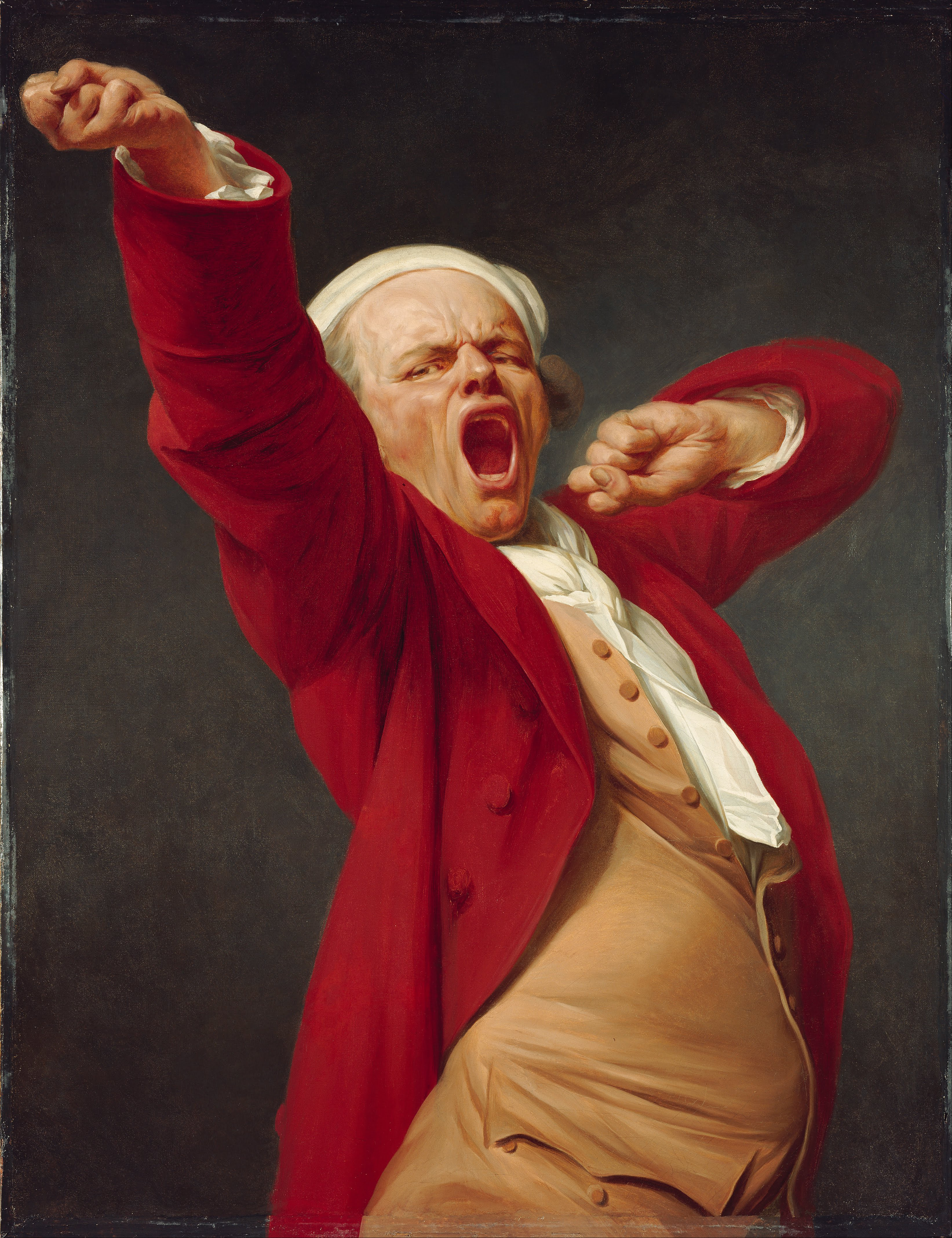
Zelfportret van Joseph Ducreux (ca. 1783), gapend en zich rekkend

Het begrip is ontleend aan het oud-Griekse werkwoord "Chasmè". Het zelfstandig naamwoord was "chasma" dat ook "open mond" betekende. Het is verwant aan het Engelse chasm, afgrond en misschien ook aan het oud-Noorse Ginnungagap waarmee in Edda de chaos van vóór de schepping van de wereld wordt beschreven.
Hippocrates en Aristoteles hebben de geeuw in hun werk beschreven. Hippocrates, de "vader van de geneeskunde" en een scherp observator noemde de gaap een natuurlijk gedrag dat aan alle hogere dieren en dus ook aan de mensen eigen zou zijn. In de middeleeuwen werd de gaap niet bestudeerd maar Boerhaave pakte het onderwerp weer op, en schreef de neiging te gapen toe aan een onvoldoende geprikkeld intellect. Albrecht von Haller achtte de geeuw en gaap beneficiair voor de bloedsomloop en de buis van Eustachius en het daarmee verbonden gehoor. Hij wees erop dat zuigelingen al gapen en dat dit natuurlijk gedrag functioneel moest zijn. Charles Darwin beschreef de gaap in zijn studies en legde als eerste een relatie met emoties.
In de Europese middeleeuwen was de gaap een taboe omdat de geest, net als bij de nies, gemakkelijk zou kunnen ontsnappen. In gezelschap gold en geldt een gaap nog altijd als onbeleefd. In de Hindoeistische cultuur is gapen tijdens een religieuze plechtigheid een ernstig vergrijp.Dit is ook zo in de Islamitische cultuur waar gapen als een verzoeking van de Satan wordt gezien.
De grote medicus Jean-Martin Charcot, leermeester van Freud, Georges Gilles de la Tourette, Huet, en Guinon, beschreef de gaap in 1875 als epileptisch fenomeen.
Na Freud die er een onderdrukte reflex in zag en Anna Freud die een passief-agressief verzet in zag tegen een opgedrongen situatie waarbij zij vooral de verhouding tussen leraar en leerling op het oog had heeft het onderzoek naar de gaap in de 2e helft van de 20e eeuw door de zoöloog Desmond Morris weer opgepakt. Terwijl neurobiologen in het gapen een onwillekeurige reflex zagen waardoor de hersenen op een ogenblik dat zij in slaaptoestand geraken meer zuurstof toevoeren wees Morris op de sociale rol van de gaap bij de primaten. Ook de hond gaapt en lijkt daarmee een signaal te geven. Morris beschreef hoe bij mensapen, honden en wolven de gaap van een individu tot een kettingreactie leidt. Een mens die gaapt zal zijn hond ook aan het gapen brengen. Deze gaapfunctie werd door Morris beschreven maar niet verklaard. Hij hield het erbij dat het een raadselachtige mondbeweging was.
De etholoog Eibl-Eibesfeldt kwam ook niet verder dan de kwalificatie "raadselachtig".
In de volksmond waren ondertussen een aantal verklaringen in omloop voor de geeuw. Verveling, slaaptekort, de eerder beschreven zuurstofbehoefte en honger, geeuwhonger, genoemd zijn populaire maar niet door onderzoek bevestigde hypothesen. Opvallend is dat de gaap niet optreedt wanneer een proefpersoon rustig gaat slapen.
De geeuw is ook een aankondiging van reisziekte en zeeziekte.
In 1962 heeft Ashley Montagu de hypothese dat de gaap door een verstoorde kooldioxidehuishouding in de bloedsomloop zou worden veroorzaakt geponeerd. Hij stelde ook dat een overdruk in de slagader mogelijk gapen kon veroorzaken.
Neurologen werden door Montagu geprikkeld. Zij brachten de gaap in verband met de in 1920 heersende epidemie van encephalitis lethargica, bekend geworden door het boek "Awakenings" van Dr. Oliver Sacks maar ook met epilepsie en hysterie. De invloed van Freud was in die periode nog sterk aanwezig.
In de dromenleer, een pseudowetenschap wordt een in een droom opgemerkte eigen gaap gezien als een voorspelling van een vruchteloze geneeskundige behandeling en een gaap van een ander als een voorspelling van misère en arbeidsongeschiktheid.

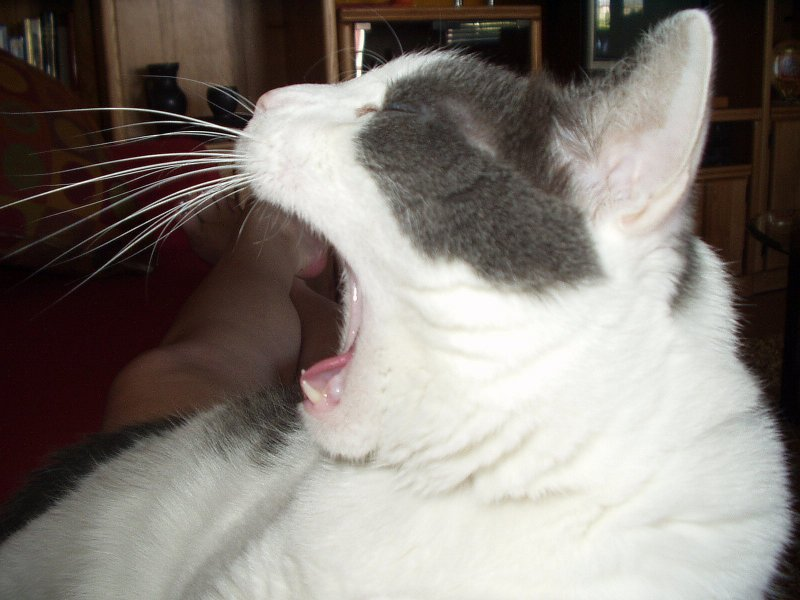
Geeuwende kat

In het dierenrijk komt de gaap vooral bij de groepsdieren, met uitzondering van de giraffe, voor. Bij katachtigen zien we gapen zowel bij de solitaire als bij de in groepen levende katten. Waar de hond ogenblikkelijk met zijn meester mee gaat gapen is de gedomesticeerde kat niet door voorbeelden aan het gapen te krijgen.
Wanneer een gastheer in het bijzijn van zijn gasten gaapt zullen zij dit als een teken van verveling opvatten. De hypothese dat een gastheer uit vermoeidheid gaapt is niet bevestigd, integendeel, wanneer de gasten verdwijnen verdwijnt ook de gaap van de gastheer. Een dergelijke gaap kan met een beroep op Freud, Sigmund en Anna, als een teken van onderdrukte frustratie en agressie worden opgevat.
Dr. Wolter Seuntjens verkent ook de erotische en seksuele aspecten van de gaap. Hij stelt dat de gaap in het bijzijn van een -potentiële- partner een seksueel signaal van beschikbaarheid zou zijn en staaft deze hypothese met kunsthistorische voorbeelden en volksverhalen. Zo zou een Finse boer zijn vrouw hebben willen doden uit jaloezie alleen omdat zij samen met een andere man had zitten gapen.
Seuntjens beschrijft de geeuw, een handeling waarbij de ledematen betrokken zijn als een zeer intense vorm van gapen en vergelijkt deze ontspannende houding waarin de oksels vrijkomen en de gaper of geeuwer een moment weerloos is als een gebaar van overgave en aankondiging van het passief ondergaan van een seksuele handeling, met name de penetratie.
Een Frans gynæcoloog, Dr. S. Muhlrad heeft in 1952 beschreven hoe ontspannen vrouwelijke patiënten in de stoel van de vrouwenarts als in een reflex hun handen achter hun hoofd vouwen op het moment dat de arts hen nadert voor het vaginaal toucher. Deze onwillekeurige handeling, het aannemen van wat in de chasmologie technisch als "posture X" wordt beschreven, die op een geeuw lijkt wordt door Seuntjens als bewijs gezien van de overgave die in de geeuw besloten ligt.